# محمد سليمان علي
محمد سليمان سيد علي الرفاعي وزير التخطيط الكويتي السابق مُنذ عام 1986 حتى 1988.

## السيرة الشخصية
ولد محمد بالكويت، وتلقى تعليمه بالمدرسة الأحمدية، وبعد أن أتم دراسته الثانوية اتجه الي الجامعة وتخرج، وبعد التخرج انخرط بالعمل السياسي فأختير وزيرا للتخطيط في الحكومة الثانية عشر عام 1985 والثالثة عشر 1988، وبعد انتهاء عمله الوزراي عين مستشارًا في الديوان الاميري.